# レッツ・ゴー タイガースゴルフ
レッツ・ゴー タイガースゴルフは、サンテレビジョンが主催して開催する阪神タイガース選手・コーチ陣総出場によるゴルフのコンペである。
この大会は、毎年11月に開催され、その模様はサンテレビジョンの新春特別番組として放送されているため、大会名の後ろにある西暦年度は新年（2013年開催分は「レッツ・ゴー タイガースゴルフ2014」）となっている。
阪神タイガースの選手・コーチ陣が全員出場するゴルフコンペであるが、番組内ではそのコンペの模様の紹介だけでなく、番組独自の女子プロゴルファーとの対戦や、チャリティーホールなどの趣向を凝らしたアトラクション的要素も兼ね備えたものになっている。
なお、2021年‐2023年（収録はそれぞれ前年末）の放送は、2020年東京オリンピックの開催に伴うペナントレースが遅くなっているのと、新型コロナウィルスの対策として現役選手の出演は控えており、代わりにタイガースの元所属選手による「虎のOBゴルフ王決定戦」が放送された。